# Nahal Me’arot
Nahal Meʿarot oder Nachal Meʿarot (hebräisch נַחַל מְעָרוֹת Nachal Məʿarōt, deutsch ‚Höhlenbach‘, arabisch وادي المغارة, DMG Wādī al-Mughārah) ist ein Naturschutzgebiet am Westhang des Karmel-Gebirges im Norden Israels. Die Höhlen von Nachal Meʿarot im Wadi el-Mughara wurden 2012 unter der Bezeichnung Stätten der menschlichen Evolution am Berg Karmel: Nachal Me’arot / Höhlen im Wadi el-Mughara in das UNESCO-Welterbe aufgenommen.
Dazu gehören unter anderem die Tabun-Höhle als bedeutender Fundplatz von Knochen und Werkzeugen der Neandertaler, weiterhin die Skhul-Höhle, die El-Wad-Höhle und die Jamal-Höhle als Fundstätten des anatomisch modernen Menschen (Homo sapiens) der Acheuléen- und Moustérien-Kultur. Das Besondere dieser prähistorischen Fundstätten ist, dass sie über 500.000 Jahre besiedelt wurden und – nach bisherigen Kenntnissen – in diesen Höhlen des Karmel-Gebirges Homo neanderthalensis und Homo sapiens gleichzeitig vor etwa 100.000 Jahren gelebt haben.

## Lage
Das Nachal-Meʿarot-Naturreservat liegt unmittelbar östlich der Hauptstraße 4 (Tel Aviv–Haifa) beiderseits des Wadi Meʿarot. Das Wadi beginnt nahe dem Drusendorf Daliyat al-Karmal und verläuft in westlicher Richtung zur Mittelmeerküste südlich des Kibbutz Neveh Yam.

## Archäologische Erforschung
1927 begannen die ersten archäologischen Ausgrabungen der prähistorischen Höhlen durch eine britische Expedition unter Leitung von Dorothy Garrod. Die Tabun-Höhle wurde in den späten 1960er Jahren zunächst durch Archäologen aus den USA und dann von der Universität Haifa ausgegraben.

## Tabun-Höhle

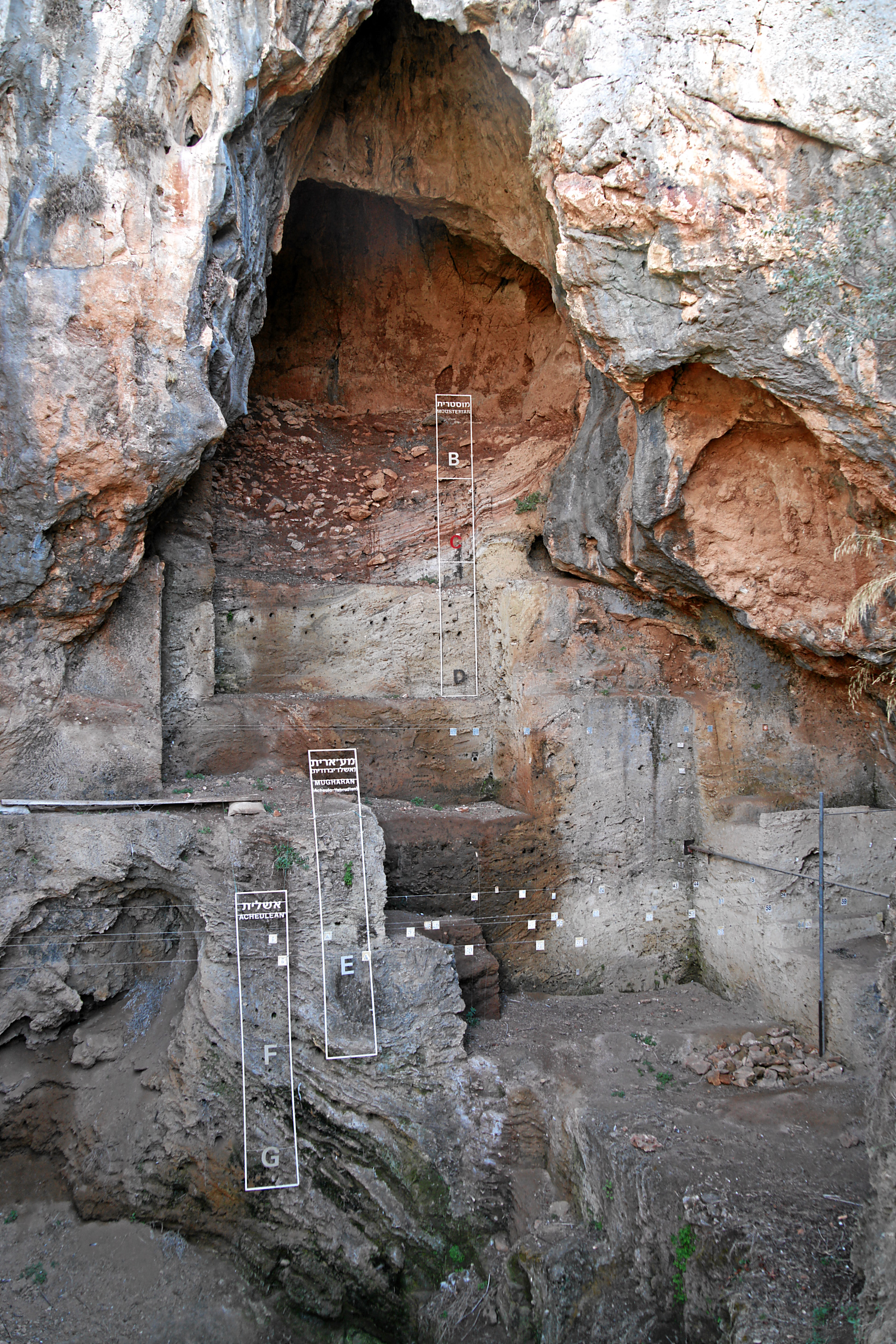
Tabun-Höhle (Schichten)

Die Funde in der Tabun-Höhle (deutsch Backofen-Höhle) lassen in mehreren Schichten von etwa 25 m Dicke Reste von Besiedlungen über 500.000 Jahre erkennen. Diese lassen sich verschiedenen Kulturen zuordnen: Acheuléen (vor 500.000 bis 400.000 Jahren, Homo erectus, Jäger und Sammler), Acheuléen-Jabrudien (vor 400.000 bis 250.000 Jahren) und Moustérien (250.000 bis 50.000 Jahre, Neandertaler, Homo neanderthalensis). Für die Evolution der Menschheit bedeutsam ist, dass in der Tabun-Höhle Skelette gefunden wurden, die den Neandertalern zuzuordnen sind, während Funde in der benachbarten Skhul-(Gdi-)Höhle Skelette, die etwa der gleichen Periode zuzuordnen sind, den frühen anatomisch modernen Menschen (Homo sapiens) repräsentieren.

## Skhul-(Gdi-)Höhle
In der Skhul-Höhle (deutsch Höhle des Zickleins/Böckleins) wurden Skelett-Reste des frühen anatomisch modernen Menschen (Homo sapiens) aus der Moustérien-Kultur von vor etwa 100.000 Jahren gefunden. Diese Funde galten bislang als die frühesten des Homo sapiens außerhalb Afrikas, wo ihre Evolution etwa 200.000 Jahre zuvor begann. Neuere Funde in der Misliya-Höhle 7 km nördlich der Skhul-Höhle lieferten jedoch Hinweise, dass Homo sapiens schon 60.000 Jahre früher, nämlich vor 177.000 bis 194.000 Jahren, in der Levante gesiedelt haben könnte.

## El-Wad-Höhle

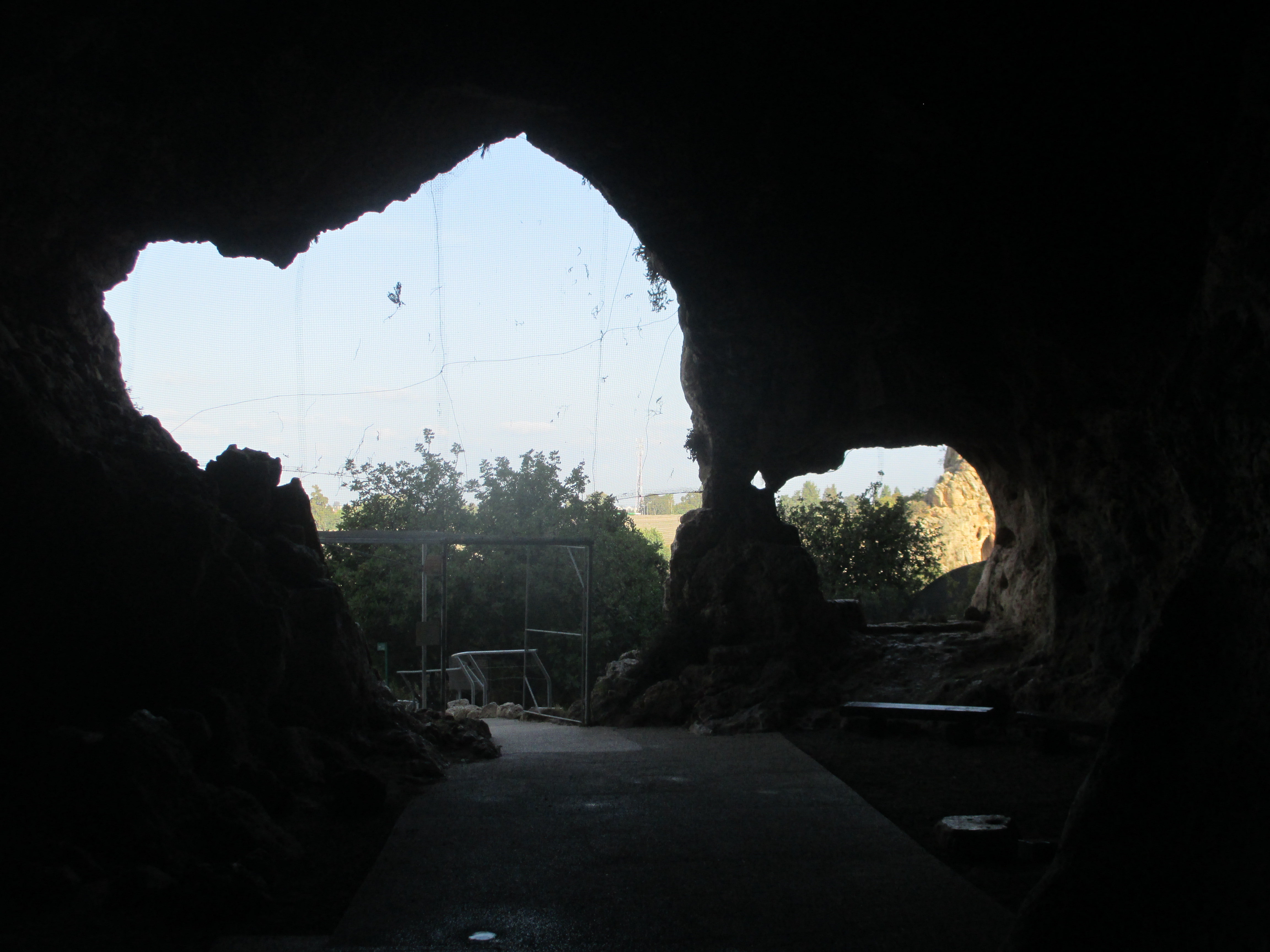
El-Wad-Höhle
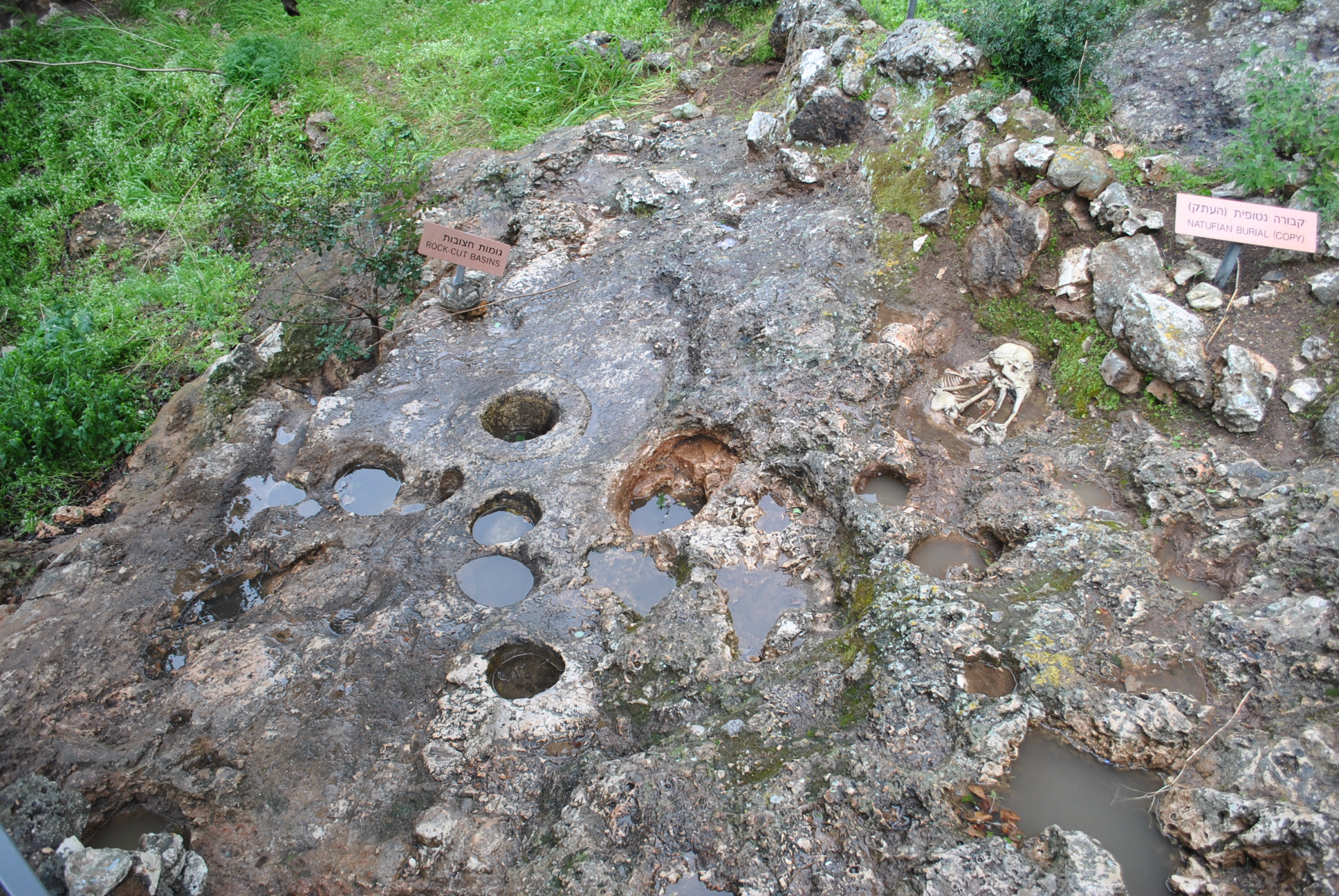
El-Wad-Terrasse mit Vertiefungen im Gestein, die rituelle Bedeutung haben könnten
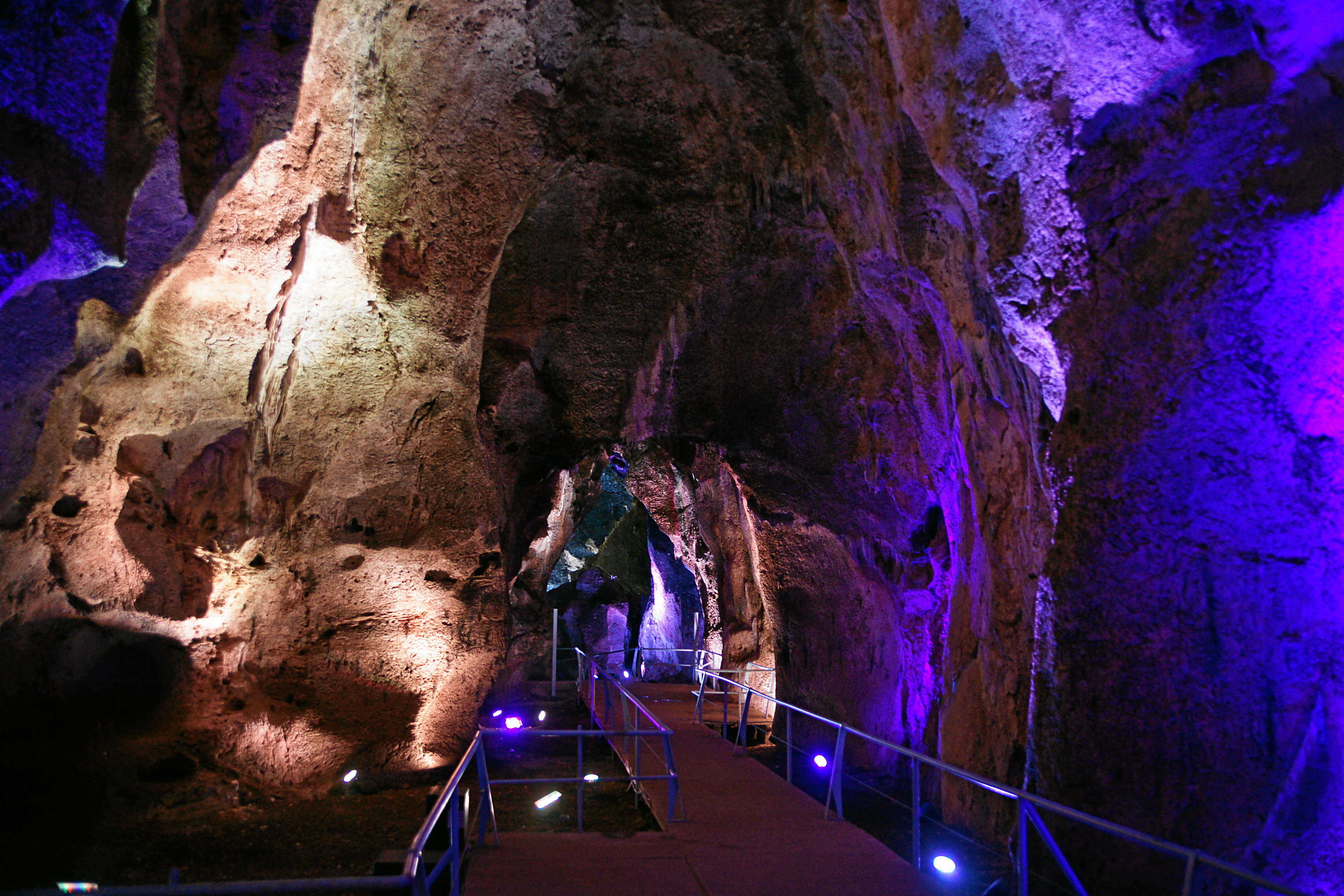
El-Wad-Höhle: audiovisuelle Präsentation
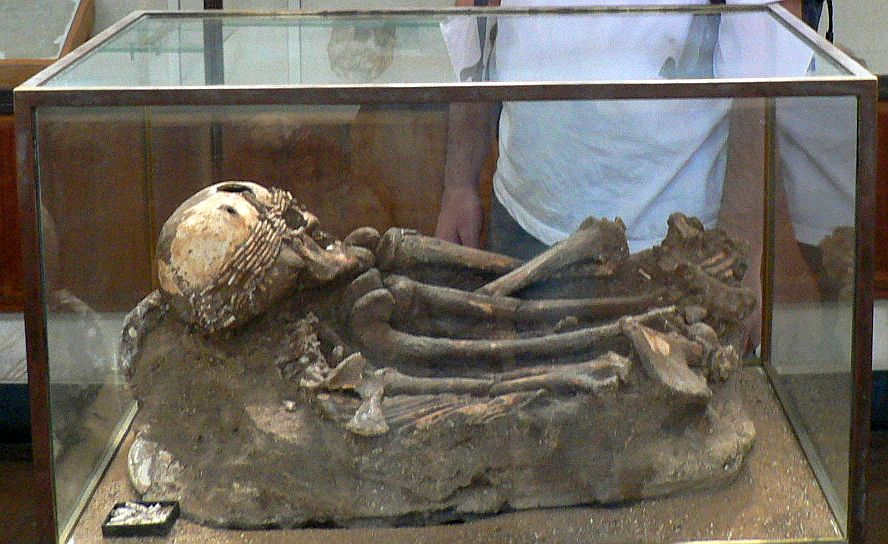
Skelett aus der El-Wad-Höhle (ausgestellt im Rockefeller Museum in Jerusalem)

Die El-Wad-Höhle (deutsch Fluss-Höhle) ist mit 90 m Länge die längste der Höhlen von Nachal Meʿarot. Die Besiedlung begann hier in der Periode der Moustérien-Kultur. Aber die meisten Funde in dieser Höhle werden der Aurignacien-Kultur (vor 40.000 bis 20.000 Jahren) zugeordnet. Aus der folgenden 8.000 Jahre dauernden Periode wurden keine Siedlungsspuren gefunden, jedoch dann wieder in der jüngeren Periode der Natufien-Kultur (vor 12.000 bis 9.000 Jahren). Bemerkenswert für diese jüngere Periode ist, dass hier erstmals eine dörfliche Siedlungsstruktur entstand, d. h. Siedlungsspuren außerhalb der Höhle, auf der sogenannten Terrasse, gefunden wurden mit Grabstellen, Vertiefungen im Gestein, die für rituelle Zeremonien sprechen könnten, sowie Kunstwerke wie ein Tierkopf aus Knochen.
Dem heutigen Besucher wird in der El-Wad-Höhle audiovisuell das Leben des archaischen Homo sapiens veranschaulicht.

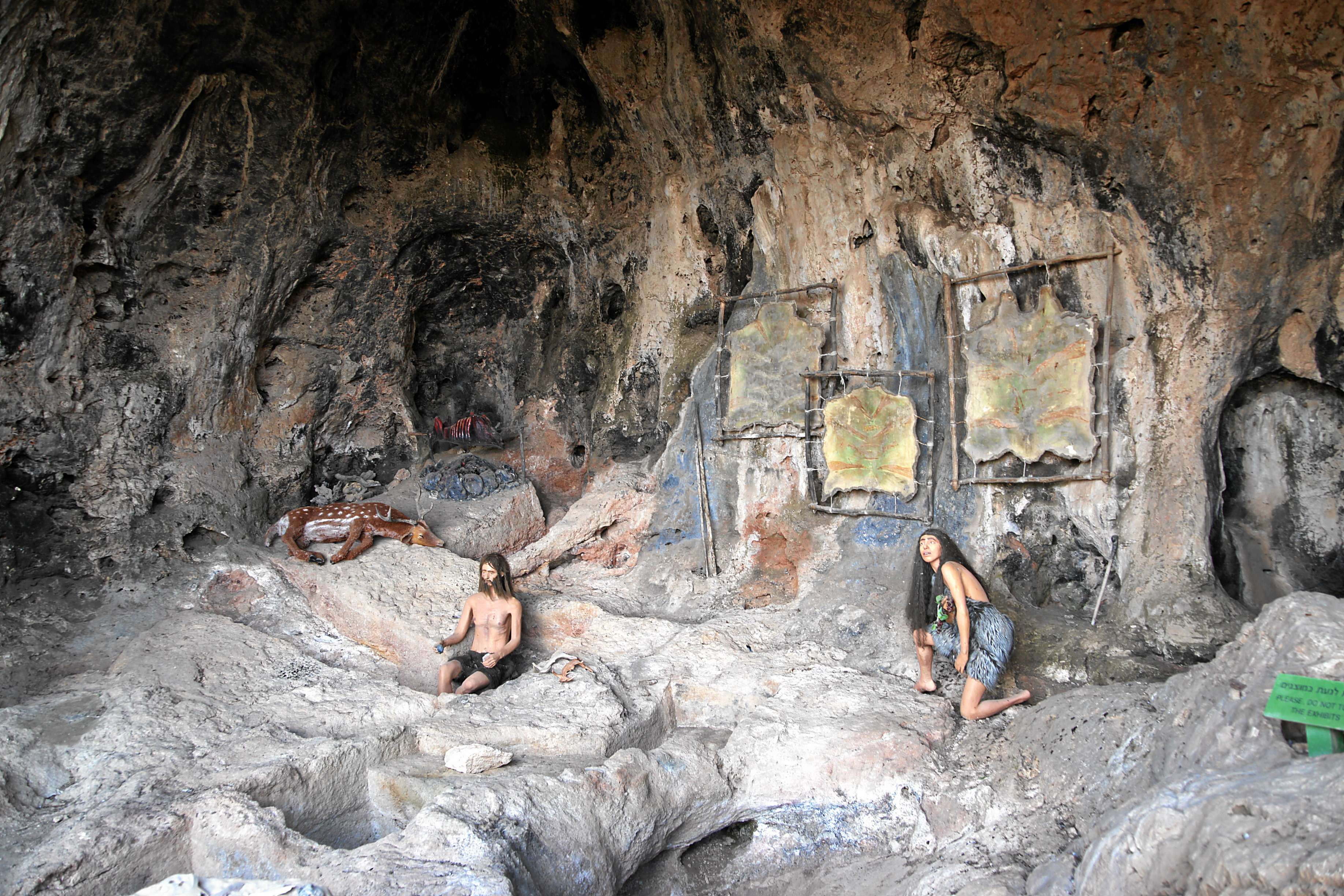
Jamal-Höhle mit plastischer Veranschaulichung des Lebens prähistorischer Menschen

## Jamal-(Gamal-)Höhle
Die Funde (z. B. Jagdgeräte) in der Jamal-Höhle (deutsch Kamel-Höhle) werden ähnlich zu denen in der Tabun-Höhle einer Besiedlung in der Periode der Acheuléen-Jabrudien- und Moustérien-Kultur zugerechnet. In dieser Höhle wird dem heutigen Besucher die Lebensweise in der Moustérien-Kultur plastisch veranschaulicht.

## Bedeutung für die Evolution des Menschen
Die menschliche Besiedlung von über 500.000 Jahren in den Höhlen von Karmel erlaubt einen Einblick in die Diversität und Evolution des Menschen.

Ausbreitung des anatomisch modernen Menschen. Die vorausgehenden Besiedelungen durch den Homo erectus (gelb) und den Neandertaler (ocker); die Zahlen stehen für Jahre vor heute.

Die Gleichzeitigkeit von anatomisch verschiedenen Hominiden, dem Neandertaler und dem anatomisch modernen Menschen, am selben Ort ist für die Evolution des Menschen von großer Bedeutung. Die Höhlen vom Karmel-Gebirge sind die südlichsten bekannten Vorkommen des Neandertalers (der aus Norden eingewandert ist) und die nördlichsten bekannten Fundorte des frühen anatomisch modernen Menschen (der aus Süden, aus Afrika, eingewandert ist) in der Zeit vor 80.000 bis 120.000 Jahren. Der Nahe Osten mit den Karmel-Höhlen stellt damit nach heutigem Wissen die Region der frühesten Koexistenz von Neandertalern und dem modernen Menschen dar. Diese Koexistenz hatte Konsequenzen für die Evolution des heutigen Menschen: DNA-Analysen haben gezeigt, dass 1 bis 4 % der DNA der Europäer und der Asiaten (Probanden französischer, chinesischer und papuanesischer Abstammung) mit der DNA der Neandertaler übereinstimmt. In einer Publikation aus dem Jahr 2024 wird geschätzt, dass der große Genfluss zwischen Neandertalern und anatomisch modernen Menschen außerhalb Afrikas vor etwa 47.000 Jahren stattfand und etwa 7.000 Jahre dauerte.
Die Funde zeigen auch den kulturellen Übergang von der Lebensweise als Jäger und Sammler zu Ackerbau und Viehhaltung.

## Wandern
Nachal Meʿarot ist Teil des Israel National Trail, einem der längsten und härtesten Fernwanderwege der Welt.